# Charles d'Avray
Pour les articles homonymes, voir Avray.
Charles-Henri Jean dit Charles d'Avray (Sèvres, 9 septembre 1878 – Paris, 7 novembre 1960), est un poète, chansonnier, auteur-compositeur et interprète anarchiste français. Il écrit des centaines de textes pour dénoncer l'État, la religion, le militarisme, les prisons, etc. et exalter l'idéal libertaire.

## Biographie
(avril 2016).

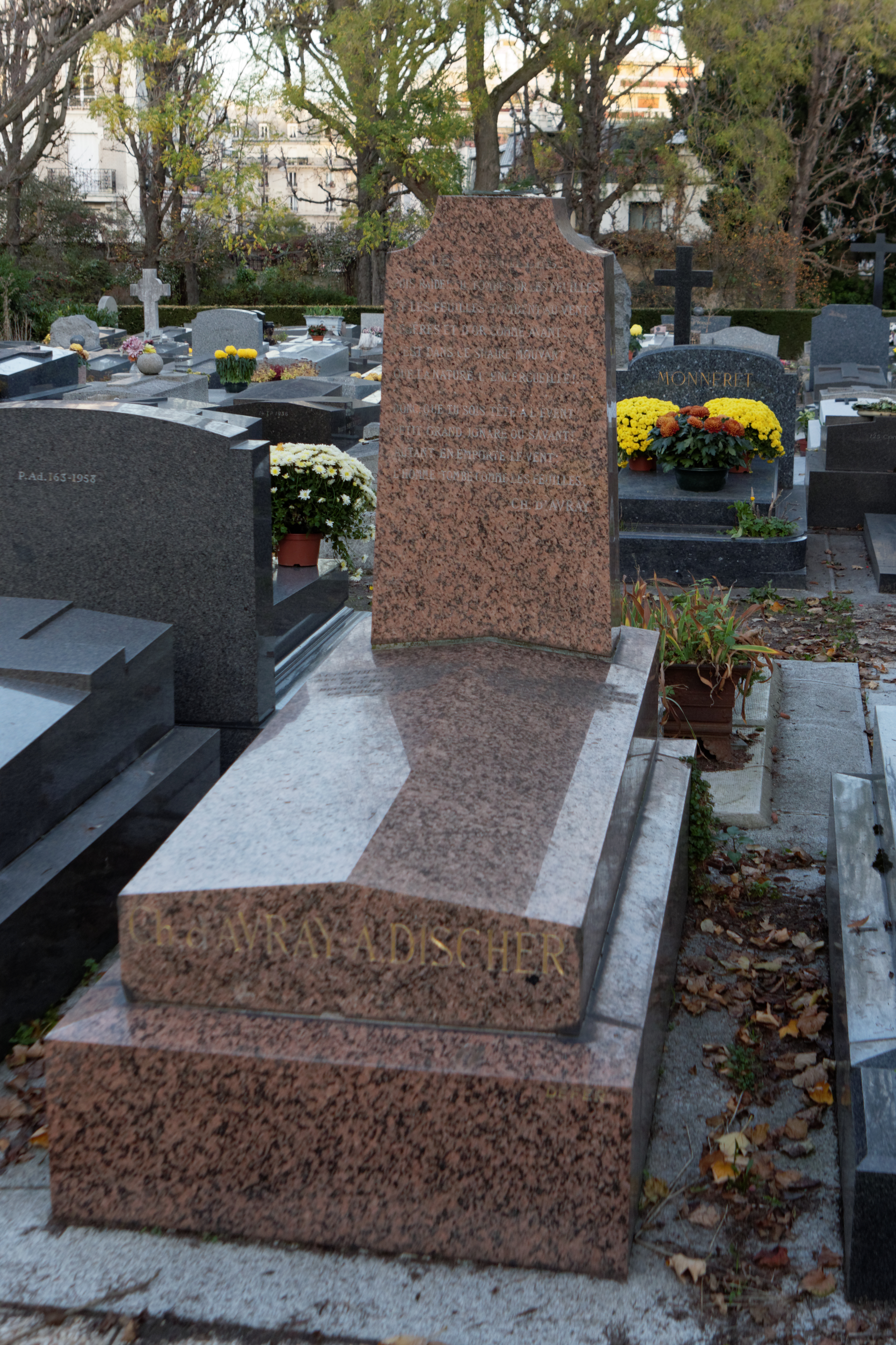
Tombe au cimetière du Père-Lachaise.

Fils d’un architecte, il arrive à 18 ans à Paris, en 1898, après ses études secondaires. Il s'inscrit au Conservatoire de Musique et compose ses premières « chansons du trottoir » et « chansons des veillées » qu’il interprète dans des cafés-chantants.
Au moment de l'affaire Dreyfus, il rencontre le compagnon de la mère de Jeanne Humbert, libertaire militant, qui l’introduit dans les milieux néo-malthusiens et anarchistes où il fréquente Sébastien Faure qui a sur lui une grande influence. C'est à cette époque qu'apparaissent les « chansons sociales » et les « chansons rouges » qu’il interprète dans les cabarets de la Butte Montmartre et du Quartier latin. Il y fait la connaissance de Gaston Couté, Aristide Bruant, Xavier Privas, Montéhus, Dominique Bonnaud.
Durant toute son existence, il parcourt la France dans tous les sens, organisant des tournées de conférences par la chanson. Toujours vêtu d’une longue redingote noire, il présente en un bref commentaire l'œuvre qu'il allait interpréter, estimant que la conférence agrémentée de chansons était la meilleure forme de propagande.
En 1905, il est parmi les fondateurs de La Muse rouge, « Groupe de propagande révolutionnaire par les arts », où en 1919 débutent Lucien Noël, qui devait devenir Noël-Noël, et André Isaac, le futur Pierre Dac.
Mobilisé en août 1914, il le demeure jusqu’en mars 1919.
Dès 1920, il participe à nouveau à des galas anarchistes tant à Paris qu’en province.
De 1922 à 1925, il est le directeur artistique du célèbre cabaret montmartois « Le Grenier de Gringoire ».
Le 1er février 1928, inculpé de « provocation directe au meurtre dans un but de propagande anarchiste », il est condamné par défaut - il s'est réfugié en Belgique - à un mois de prison et 200 francs d’amende. Le 3 septembre, en appel, la 11e chambre correctionnelle réduit sa peine à un mois de prison avec sursis.
Après la seconde guerre mondiale, il continue d’animer des galas libertaires. En 1949, il ouvre un nouveau cabaret, « Chez l’vieux » où il chante avec ses anciens camarades de la « Muse Rouge ».
En mars 1954, pour lui venir en aide, un gala est organisé à la Salle des Sociétés savantes. En 1958, à l’occasion de son 80e anniversaire, un nouveau gala réunit autour de lui, entre autres, Roger Monclin, Noël-Noël, Jean Lumière, Jacques Grello et Jeanne Monteil. C'est à cette occasion qu'est enregistré puis gravé sur vinyle le disque « Le vieux barde libertaire ».

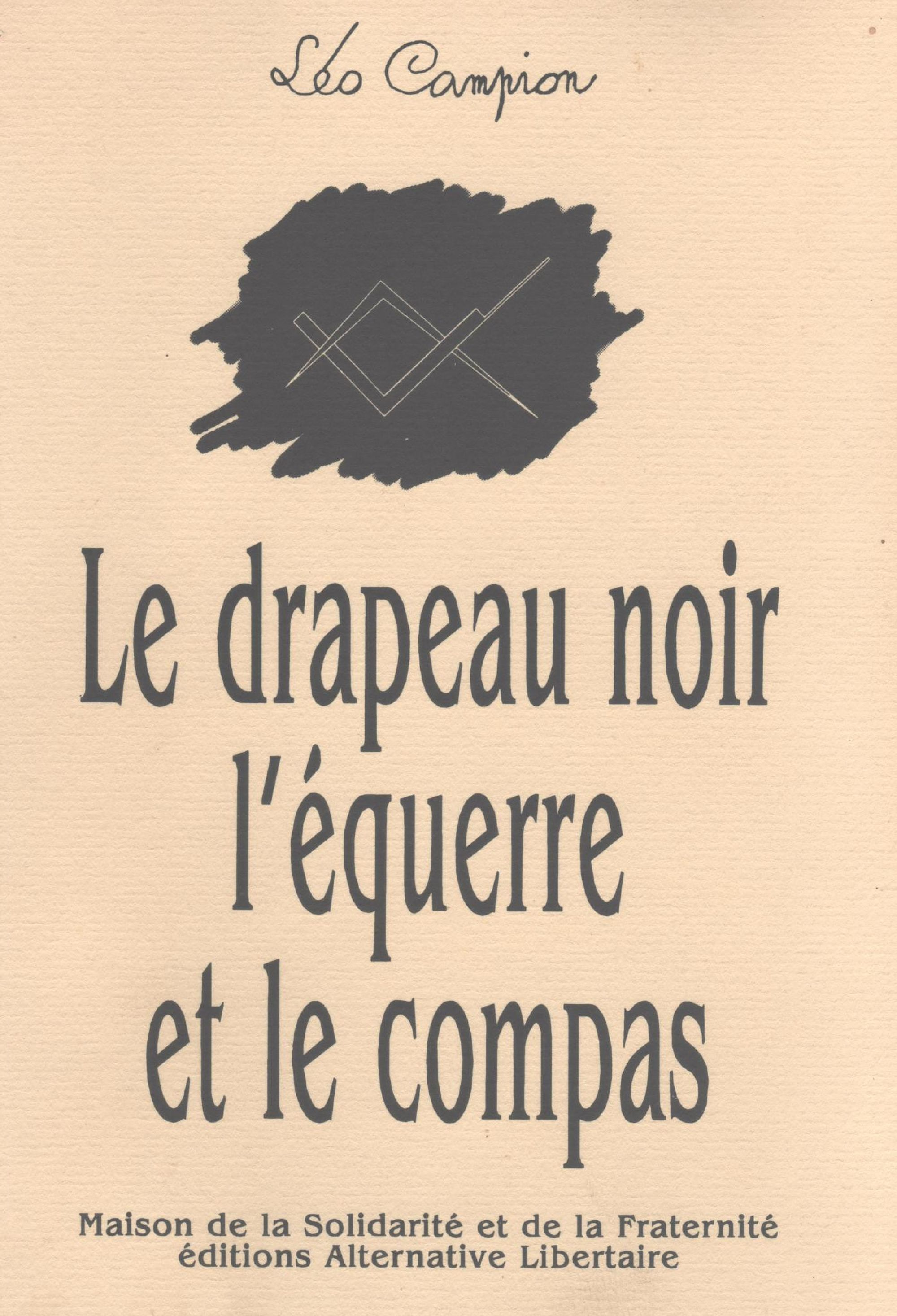
Léo Campion, Le Drapeau noir, l'Équerre et le Compas : les Maillons libertaires de la Chaîne d'Union, Éditions Alternative libertaire, 1996.

Il est initié en franc-maçonnerie à la loge « L'Équité » du Grand Orient de France à  Pantin,.
Lors de son inhumation, le 9 novembre 1960, Maurice Joyeux prend la parole au nom de la Fédération anarchiste ainsi que des représentants du « Groupe des Amis de Sébastien Faure » et du « Syndicat des chansonniers ».

Il est enterré dans la 88e division du cimetière du Père-Lachaise aux côtés de sa compagne Aline Disher d'Avray (4 février 1886 - 5 juin 1957). Sur la stèle, qui était surplombée par le buste en bronze du sculpteur belge Louis Hista, sont inscrits les derniers vers de son poème « Les feuilles » : 
Puis raide !... Il tombe sur les feuilles
Et les feuilles tombent au vent
Légères et d'or comme avant ;
C'est dans ce suaire mouvant
Que la nature l'encercueille !...
Donc : que tu sois tête à l'évent,
Petit, grand, ignare ou savant !
Autant en emporte le vent :
L'homme tombe comme les feuilles..

## Œuvres
- « Le livre du souvenir : cinquante poèmes »(Archive.org • Wikiwix • Archive.is • Google • Que faire ?), illustrations de Gaston Rit, 1957, 114 pages, 250 exemplaires numérotés par l’auteur, hors commerce.

Il compose des centaines de chansons, « plus de mille », disait-il et sur divers thèmes : chansons rouges - dont le célèbre Triomphe de l'anarchie -, chansons du trottoir, chansons de veillées, etc.
Ses conférences chantées étaient annoncées par affiches avec cette mention : « Avec le passé détruisons le présent pour devancer l'avenir ». Elles se composent de trois types de chansons :
- celles qui se proposent de « détruire le passé » : Les Géants sur l'Église, Les Favorites sur les courtisanes, Les Monstres sur la noblesse, Des Pyramides aux Invalides sur Napoléon Ier, Bazaine sur Napoléon III, etc.
- celles qui sont dirigées contre la IIIe République : Ne votez plus, Bas Biribi, Magistrature, Militarisme, Procréation consciente, Monsieur Schneider et Cie, etc.
- celles qui exaltent la société libertaire de demain : Amour et Volonté, L'Homme libre, Le Premier Mai, Le Triomphe de l'Anarchie, etc.

### Citation
Quelques vers extraits du « Triomphe de l'anarchie ».
Tu veux bâtir des cités idéales / Détruis d'abord les monstruosités / Gouvernements, casernes, cathédrales, / Qui sont pour nous autant d'absurdité. / Dès aujourd'hui, vivons le communisme, / Ne nous groupons que par affinité. / Notre bonheur naîtra de l'altruisme, / Que nos désirs soient des réalités !
Debout, debout, compagnon de misère ! / L'heure est venue, il faut nous révolter. / Que le sang coule et rougisse la terre / Mais que ce soit pour notre liberté. / C'est reculer que d'être stationnaire, / On le devient de trop philosopher, / Debout, debout, vieux révolutionnaire, / Et l'anarchie enfin, va triompher !

## Pour approfondir

### Discographie
- Charles d'Avray Disque du souvenir (33 tours 25 cm Régence)

#### Notices
- Ressources relatives à la musique :   - Discogs
  - MusicBrainz
- Ressource relative à la vie publique :   - Maitron
- Notices d'autorité :   - VIAF
  - ISNI
  - BnF (données)
  - IdRef
  - Belgique
  - Tchéquie
- « notice biographique », Dictionnaire international des militants anarchistes.
- Léo Campion, Le Drapeau noir, l'Équerre et le Compas : les Maillons libertaires de la Chaîne d'Union, Éditions Alternative libertaire, 1996, lire en ligne, pdf.
- L'Éphéméride anarchiste : notice biographique.
- Centre international de recherches sur l'anarchisme (Lausanne) : notice bibliographique.
- Catalogue général des éditions et collections anarchistes francophones : notice bibliographique.
- RA.forum : notice bibliographique.
- Anarlivres : notice bibliographique.

#### Sites Internet
- Charles Henri Jean dit d'Avray.
- Les Amis et Passionnés du Père-Lachaise.
- Musée virtuel de la musique maçonnique